# Iowa Wolves 2017-2018
La stagione 2017-18 degli Iowa Wolves fu l'11ª nella NBA D-League per la franchigia.
Gli Iowa Wolves arrivarono terzi nella Midwest Division con un record di 24-26, non qualificandosi per i play-off.

## Roster
| N° | Naz.                   | Ruolo | Sportivo            | Anno | Alt. | Peso |
| -- | ---------------------- | ----- | ------------------- | ---- | ---- | ---- |
| 3  | Stati Uniti (bandiera) | A     | Anthony Brown       | 1992 | 201  | 102  |
| 4  | Stati Uniti (bandiera) | G     | Tre'Lun Banks       | 1994 | 185  | 77   |
| 7  | Stati Uniti (bandiera) | G     | Melo Trimble        | 1995 | 191  | 88   |
| 10 | Stati Uniti (bandiera) | A     | Amile Jefferson     | 1993 | 206  | 102  |
| 11 | Stati Uniti (bandiera) | GA    | Quinton Chievous    | 1992 | 198  | 102  |
| 12 | Stati Uniti (bandiera) | G     | Michael Bryson      | 1994 | 193  | 91   |
| 13 | Stati Uniti (bandiera) | G     | Marcus Georges-Hunt | 1994 | 196  | 103  |
| 14 | Stati Uniti (bandiera) | G     | Elijah Millsap      | 1987 | 198  | 98   |
| 20 | Stati Uniti (bandiera) | G     | Wes Washpun         | 1993 | 185  | 79   |
| 24 | Stati Uniti (bandiera) | C     | Justin Patton       | 1997 | 213  | 107  |
| 25 | Stati Uniti (bandiera) | G     | Marquise Moore      | 1994 | 188  | 94   |
| 30 | Stati Uniti (bandiera) | G     | Jarvis Williams     | 1989 | 198  | 88   |
| 34 | Stati Uniti (bandiera) | A     | Perry Jones         | 1991 | 211  | 107  |
| 35 | Stati Uniti (bandiera) | A     | Marvin Singleton    | 1993 | 198  | 108  |
| 35 | Stati Uniti (bandiera) | G     | Zeek Woodley        | 1994 | 188  | 95   |
| 40 | Stati Uniti (bandiera) | A     | Shawne Williams     | 1986 | 206  | 104  |
| 41 | Stati Uniti (bandiera) | C     | Tony Parker         | 1993 | 206  | 125  |
| 41 | Stati Uniti (bandiera) | G     | Prince Williams     | 1992 | 196  | 91   |
| 42 | Stati Uniti (bandiera) | A     | Kevin Foster        | 1989 | 203  | 104  |
|    | Stati Uniti (bandiera) | G     | Devin Carter        | 1993 | 196  | 93   |
|    | Stati Uniti (bandiera) | G     | Kendal Yancy        | 1994 | 191  | 95   |

## Staff tecnico
- Allenatore: Scott Roth
- Vice-allenatori: Kevin Burleson, Charlie Bell, Ryan Marchand